# 雷州角殼灰介
雷州角殼灰介（学名：Cornucoquimba leizhouensis）为半花介科角殼灰介屬下的一个种。